# Ligia novae-zealandiae
Ligia novae-zealandiae là một loài chân đều trong họ Ligiidae. Loài này được Dana miêu tả khoa học năm 1853.